# Ewa Dałkowska
Ewa Dałkowska est une actrice de théâtre, de cinéma et de télévision polonaise, née le 10 avril 1947 à Wrocław et morte le 8 juin 2025.

## Biographie
Ewa Małgorzata Dałkowska est née à Wrocław en Pologne. Elle est diplômée de l'université de Wrocław en 1970 et de l'Académie nationale dramatique Aleksander Zelwerowicz en 1972. Par la suite, elle a commencé à apparaître sur scène et au cinéma ; son premier rôle notable à l'écran était dans le film dramatique de 1975, Nuits et Jours. Elle a travaillé avec des réalisateurs tels qu'Andrzej Wajda, Jan Englert, Krystyna Janda, Agnieszka Holland et Krzysztof Zanussi.
Ewa Dałkowska meurt le 8 juin 2025, âgée de 78 ans.

## Filmographie

### Cinéma
- 1975 : Nuits et Jours (Noce i dnie) de Jerzy Antczak - Olesia Chrobotówna
- 1978 : Sans anesthésie (Bez znieczulenia) de Andrzej Wajda - Ewa Michalowska
- 1984 : L'Année du soleil calme  (Rok spokojnego słońca) de Krzysztof Zanussi - Stella
- 1985 : Medium de Jacek Koprowicz – Greta Wagner
- 1990 : Korczak de Andrzej Wajda - Stefania « Stefa » Wilczynska
- 2015 : Body (Cialo) de Małgorzata Szumowska – Ewa
- 2016 : Smolensk (Smoleńsk) de Antoni Krauze : première Dame Maria Kaczyńska

## Doublage polonais
- Fiona Shaw dans :
  - 2001 : Harry Potter à l'école des sorciers : Petunia Dursley
  - 2002 : Harry Potter et la Chambre des secrets : Petunia Dursley
  - 2004 : Harry Potter et le Prisonnier d'Azkaban : Petunia Dursley
  - 2007 : Harry Potter et l'Ordre du Phénix : Petunia Dursley
  - 2018 : Le Retour de Mary Poppins : Topsy (Meryl Streep)

## Récompenses et distinctions
- 1979 : Croix de bronze du Mérite
- 2007 : Médaille d'argent du Mérite culturel polonais Gloria Artis[2]
- 2007 : Croix d'Officier de l'Ordre Polonia Restituta[3],[4]
- 2015 : Croix de commandeur de l'Ordre Polonia Restituta[5],[6]